# Estádio Mustapha Ben Jannet
O Estádio Mustapha Ben Jannet (em francês: Stade Mustapha Ben Jannet) é um estádio multiuso localizado na cidade de Monastir, na Tunísia. Inaugurado em 1958, passou por uma remodelção no ínicio da década de 2000 para tornar-se uma das sedes oficiais do Campeonato Africano das Nações de 2004. Na ocasião, abrigou jogos da fase de grupos, 1 partida válida pelas quartas-de-final e a decisão pelo 3.º lugar da competição. Além disso, é a casa onde o Union Sportive Monastirienne manda seus jogos oficiais por competições nacionais e continentais. Sua capacidade máxima é de 20 000 espectadores.